# Lorena Quiyono
Lorena Orozco Quiyono (Ciudad de México, 1967) es una artista visual mexicana. Su trabajo multidisciplinario abarca pintura, instalación y performance.
Su obra de pintura e instalación ha sido presentada en más de 60 exposiciones colectivas de en México, Estados Unidos y China. Ha presentado más de 30 piezas de performance en diferentes festivales en México, Estados Unidos y Canadá. Fue también miembro fundador del grupo experimental 19 CONCRETO de performance e instalación.[cita requerida] Su trabajo aparece en libros y publicaciones impresas y virtuales de México y el extranjero.[cita requerida] Ha impartido cursos, talleres y conferencias en diferentes universidades y espacio culturales.

## Formación
Realizó estudios en arquitectura en la Universidad Nacional Autónoma de México (UNAM), es Licenciada en Artes Visuales por la Escuela Nacional de Pintura, Escultura y Grabado “La Esmeralda”. Es también Maestra en Artes Visuales, con orientación en Arte Urbano, por la UNAM.

## Obra
En la obra de Lorena Orozco Quiyono se encuentra una preocupación por “el ser humano como materia prima para entender al individuo, las relaciones y vínculos que construimos”. Lorena trabaja también la diferencia construida entre hombres y mujeres, concebida desde lo biológico, lo educativo o lo cultural; pero que también se encuentra en diálogo con las semejanzas, en donde justamente la frontera de género se diluye. Bajo la disciplina que trabaje, cada proyecto de Lorena ha constituido a la fecha en primera instancia un “camino de desarrollo y confrontación personal que me permite intentar comprender mi contexto y por consecuencia otras realidades.”
"Me ha interesado proponer situaciones individuales que finalmente son colectivas, tratar temas que me parece importante integrar en uno, como la fragilidad y la fortaleza, el miedo y el valor, el deseo de transformación y la gran dificultad que esto conlleva. Así, trato que el público se vea a sí mismo en las acciones que llevó a cabo. Para mí es un diálogo con el espectador a través de acciones que provocan un eco en ellos", comenta sobre obra
De este modo, Lorena presenta piezas como Atravesando la línea (presentada en el Palacio de los Deportes en el año 2000 dentro del festival "Jóvenes hacia el tercer milenio”).  En donde se interesa por cuestionar a la feminidad como constructo cultural. O Como en un cuento de hadas, 2004, en donde a Lorena interesó generar un espacio de reflexión en torno a la violencia familiar.

## Premios, becas, reconocimientos
A lo largo de su trayectoria, Lorena Orozco Quiyono ha sido acreedora de varios reconocimientos. Entre ellos, ha sido becaria dos veces por parte del Fondo Nacional para la Cultura y las Artes (FONCA) en las disciplinas de pintura y medios alternativos. También, ha obtenido premios de adquisición en el Encuentro Nacional de Arte Joven, en las emisiones de 1996 y 1997. En 1966, ganó el segundo premio de Performance en el quinto Festival de Performance en Ex Teresa Arte Alternativo. Obtuvo también el premio de adquisición en la Bienal de dibujo Diego Rivera del 2002. Para las emisiones de 1998 y 2002 de la Bienal Tamayo, su pintura fue seleccionada. Obtuvo, en la Bienal de Yucatán de 2006, la Mención Honorífica; así como la Mención Honorífica en la primera Bienal Pedro Coronel.